# John Heitinga
John Gijsbert Alan Heitinga (wym. [ˈdʒɔn ˈɦɛitɪŋɣɐ]; ur. 15 listopada 1983 w Alphen aan den Rijn) – holenderski piłkarz grający na pozycji środkowego lub prawego obrońcy.

## Kariera klubowa
Heitinga już jako dziecko trafił do słynnej piłkarskiej szkółki Ajaksu Amsterdam. Do kadry pierwszego zespołu trafił w wieku niespełna 18 lat. 26 sierpnia 2001 roku miał miejsce debiut Heitingi w Eredivisie. W 69 minucie wygranego 2-1 meczu z Feyenoordem Heitinga zastąpił Gruzina Szotę Arweładze. Od tego momentu zaczął grywać coraz więcej i ostatecznie sezon 2001–2002 zakończył na 15 występach oraz zdobyciu pierwszego w karierze mistrzostwa Holandii. Następny sezon był o wiele gorszy, Heitinga odniósł poważną kontuzję, efektem czego był tylko 1 występ w Eredivisie. Natomiast w sezonie 2003–2004 stał się czołową postacią środka obrony Ajaksu rozgrywając 26 meczów i strzelając 3 gole. Z Ajaksem zdobył swój drugi i na razie ostatni tytuł mistrzowski. Natomiast w 2005 i 2007 roku wywalczył wicemistrzostwo Holandii oraz zdobył Puchar Holandii.
Latem 2008 Heitinga przeszedł do hiszpańskiego Atlético Madryt za sumę 10 milionów euro. Latem 2009 roku w ostatni dzień okienka transferowego Jonny przeszedł z Atletico Madryt do Evertonu za 6 milionów euro podpisując 5-letnią umowę z ekipą z Goodison Park. 31 stycznia 2014 roku został zawodnikiem Fulham, na zasadzie wolnego transferu. W czerwcu 2014 przyszedł do drużyny z Bundesligi, Herthy Berlin. 25 czerwca 2015, po 7 latach wrócił do Ajaxu Amsterdam, podpisując roczną umowę.

## Kariera reprezentacyjna

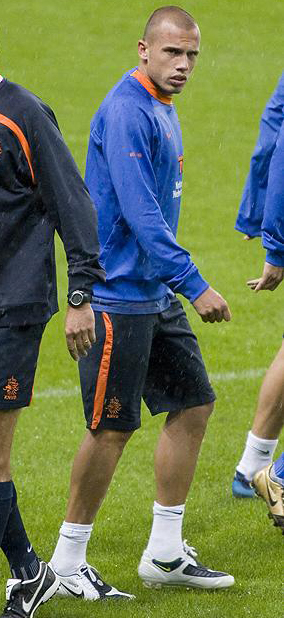
Heitinga (2008)

W reprezentacji Holandii Heitinga zadebiutował za kadencji Dicka Advocaata. Miało to miejsce 18 lutego 2004 roku w wygranym 1-0 przez Holandię meczu z USA. Ten dobry sezon Heitingi został w pełni dostrzeżony przez selekcjonera i Heitinga zagrał z Holandią na Euro 2004, która awansowała do półfinału, przegrywając walkę o finał z reprezentacją Portugalii. Obecny selekcjoner reprezentacji Holandii Marco van Basten wiązał z Heitingą wielkie nadzieje na zdobycie medalu MŚ w 2006 w Niemczech, ale Holandia odpadła już w 1/8 finału po porażce z Portugalią. Na Mistrzostwach Świata w 2010 roku został srebrnym medalistą.

## Statystyki
| Sezon   | Klub            | Rozgrywki        | Kraj      | Mecze | Gole |
| ------- | --------------- | ---------------- | --------- | ----- | ---- |
| 2001/02 | AFC Ajax        | Eredivisie       | Holandia  | 15    | 0    |
| 2002/03 | AFC Ajax        | Eredivisie       | Holandia  | 1     | 0    |
| 2003/04 | AFC Ajax        | Eredivisie       | Holandia  | 26    | 3    |
| 2004/05 | AFC Ajax        | Eredivisie       | Holandia  | 26    | 1    |
| 2005/06 | AFC Ajax        | Eredivisie       | Holandia  | 19    | 1    |
| 2006/07 | AFC Ajax        | Eredivisie       | Holandia  | 32    | 6    |
| 2007/08 | AFC Ajax        | Eredivisie       | Holandia  | 33    | 6    |
| 2008/09 | Atlético Madryt | Primera División | Hiszpania | 27    | 3    |
| 2009/10 | Atlético Madryt | Primera División | Hiszpania | 1     | 0    |
| 2009/10 | Everton F.C.    | Premier League   | Anglia    | 31    | 0    |
| 2010/11 | Everton F.C.    | Premier League   | Anglia    | 27    | 1    |
| 2011/12 | Everton F.C.    | Premier League   | Anglia    | 30    | 1    |
| 2012/13 | Everton F.C.    | Premier League   | Anglia    | 26    | 0    |
| 2013/14 | Everton F.C.    | Premier League   | Anglia    | 1     | 0    |
| 2013/14 | Fulham F.C.     | Premier League   | Anglia    | 14    | 1    |
| 2014/15 | Hertha BSC      | Bundesliga       | Niemcy    | 14    | 1    |
| 2015/16 | AFC Ajax        | Eredivisie       | Holandia  | 2     | 0    |